# Réunion-Mastino-Fledermaus

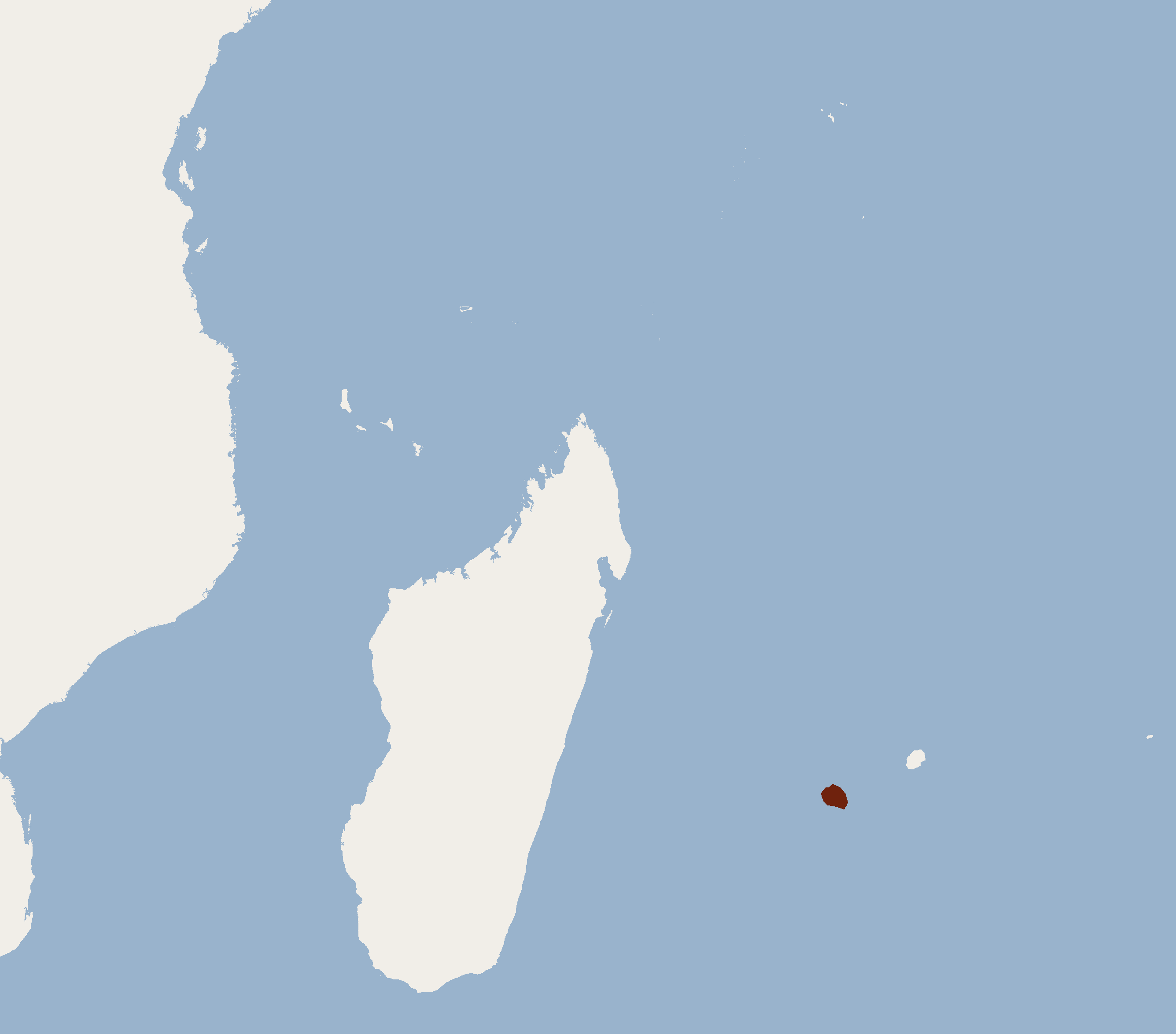
Vorkommen der Réunion-Mastino-Fledermaus auf der Insel Réunion (braun eingefärbt)

Die Réunion-Mastino-Fledermaus (Mormopterus francoismoutoui) ist eine auf Réunion vorkommende afrikanische Fledermausart der Gattung Mormopterus. Sie wurde bis 2008 als Mauritius-Mastino-Fledermaus (Mormopterus acetabulosus) geführt.

## Beschreibung
Die Réunion-Mastino-Fledermaus ist ein großer Vertreter der Gattung Mormopterus und wiegt im Mittel etwa 6 g. Die Kopf-Rumpf-Länge des Holotyps beträgt 94 mm, der Schwanz ist 39 mm lang. Das Rückenfell ist kurz und dunkelbraun, die Bauchseite etwas heller gefärbt. Die Flughäute sind ebenfalls schwarz-braun gefärbt. Männchen besitzen am Hals eine Drüse, die den Weibchen fehlt. Die Ohren sind nicht zusammengewachsen. Wie bei anderen Vertretern der Bulldoggfledermäuse sind die oberen Lippen faltig. Im Mittel sind die Körpermaße und das Körpergewicht etwas geringer als bei der Mauritius-Mastino-Fledermaus.

## Systematik und Verbreitung
Die Réunion-Mastino-Fledermaus wurde bis 2008 als Mormopterus acetabulosus geführt. Aufgrund morphologischer Unterschiede der Ohren und der Körpergröße sowie genetischer Unterschiede wurden die Arten getrennt. Die Mauritius-Mastino-Fledermaus (M. acetabulosus) ist nach der Arttrennung endemisch vorkommend auf der Insel Mauritius. Die Réunion-Mastino-Fledermaus lebt nur auf der Insel Réunion. Es werden keine Unterarten unterschieden. Funde der Réunion- und/oder der Mauritius-Mastino-Fledermaus zu Beginn des 20. Jahrhunderts nahe Durban lassen sich vermutlich durch den regelmäßigen Schiffsverkehr zwischen den Maskarenen und Südafrika erklären, bei denen die Tiere in den Laderäumen der Schiffe mitgereist sein könnten. Ein Einzelfund der Art aus Äthiopien lässt sich eventuell durch Migration erklären.

## Lebensweise
Réunion-Mastino-Fledermäuse sind nachtaktiv. Die Art ist auf Réunion weit verbreitet, sie kommt von der Küste bis in Höhen von 2000 m über dem Meeresspiegel vor. Quartiere werden sowohl in Felshöhlen und Spalten, aber auch in Brücken und in Gebäuden gefunden. Das größte bekannte Quartier, eine Felsgrotte in Les Trois-Bassins, wird während des Sommers von einer etwa 10.000–25.000 Individuen starken Kolonie bewohnt. Es sind Koloniegrößen mit bis zu 65.000 Tieren bekannt. Winterquartiere der Art sind nicht bekannt, eventuell migrieren die Tiere. Die Jungtiergeburt findet ungefähr in der Mitte des Dezembers statt, die Jungtiere verlassen die Wochenstuben erst zum Ende des Mais.

## Etymologie und Forschungsgeschichte
Die Réunion-Mastino-Fledermaus wurde bis 2008 als Mauritius-Mastino-Fledermaus (Mormopterus acetabulosus), welche auf der nah gelegenen Insel Mauritius vorkommt, geführt. Molekulargenetische Untersuchungen zeigen, dass beide Arten nah verwandt, jedoch eigenständige Arten sind. Morphologische Unterschiede in Größe, Gewicht, Schädel- und Zahnmerkmalen bestätigen dies.
Der Holotypus wurde von Steven M. Goodman und Jean-Michel Probst 2006 auf Réunion in der Gemeinde La Possession gesammelt. Das Artepithon ehrt Dr. Francois Moutou, der sich um den Schutz von Wirbeltieren auf den Maskarenen einsetzt.

## Gefährdung
Seitens der IUCN wird die Art auf Grund ihrer Häufigkeit als nicht gefährdet („least concern“) eingestuft.